# Две војнограничарске зграде код Жабља
Две војнограничарске зграде код Жабља саграђене су у периоду постојања Тителског шајкашког батаљона (1763-1873), највероватније крајем 18. века. Проглашене су за непокретно културно добро као споменик културе Србије.

## Опште информације
Две војнограничарске зграде се налазе у Жабљу и биле намењене за смештај истурених делова Шајкашког штаба. Ове зграде, поред историјског значаја, битне су и због својих архитектонских одлика карактеристичних за војнограничарски период.